# Sasbachwalden
Sasbachwalden est une commune de Bade-Wurtemberg (Allemagne), située dans l'arrondissement de l'Ortenau, dans le district de Fribourg-en-Brisgau.

## Jumelage
- Villié-Morgon (France) depuis le 2 juillet 1967[1]